# Jagdgeschwader 4
La Jagdgeschwader 4 (JG 4)  (4e escadre de chasse) est une unité de chasseurs de la Luftwaffe pendant la Seconde Guerre mondiale. 
Créée sur le tard à l'été 1942 sur la base d'un seul groupe pour protéger les champs de pétrole de Roumanie, l'unité combattit ensuite sur le front italien avant que l'escadre au complet ne soit engagée dans la défense du Reich, puis sur le front Est la dernière année du conflit.

## Opérations
La JG 4 opéra sur chasseurs Messerschmitt Bf 109E, F, G et K ainsi que sur Focke-Wulf Fw 190A et D, et sporadiquement sur le Focke-Wulf Ta 152.

### Entrer en matière (1942-1943)

#### Création
Quand, au soir du 11 juin 1942, des B-24 américains frappèrent Ploiesti pour la première fois de l'histoire, il en résultat des dégâts au sol mineurs mais un électrochoc en Allemagne. Un des bombardiers sera abattu très tôt le matin du 12 juin par un Bf 109 de la 1./JG 77 piloté par le Leutnant Edgar Berres. La Staffel (ou escadrille) est alors en repos à Mizil depuis déjà plusieurs semaines après de durs combats en Crimée. Elle doit prochainement partir pour l'Afrique du Nord, mais l'attaque sur Ploiesti changea la donne. Il devenait clair que les États-Unis lorgnaient à présent les régions pétrolifères de Roumanie et les Allemands prirent conscience qu'une défense adéquate s'imposait. Outre le renforcement de la Flak, décision fut prise - le jour même du raid - de créer sur place une unité de chasse autonome, la Ölschutzstaffel Ploesti en plus des escadrilles de chasse roumaines déjà présentes. Une partie de la 1./JG 77 servit de base à la constitution de l'unité assemblée sous la coupe du Leutnant Günther Hannak (plus de 40 victoires et futur porteur de la Ritterkreuz), renforcée par des éléments de la 8./JG 77. Celle-ci comprenait son ancien Staffelkapitän l'Oberleutnant Hans-Wilhelm Schopper (12 victoires), l'Oberfeldwebel Reinhold Schmetzer (33) et le Feldwebel Albert Palm (23).
Fin juillet, la Ölschutzstaffel devint 1./JG 4 et au cours des mois suivants, un I. Gruppe se constitua progressivement avec les Staffeln 2. et 3./JG 4 ; des pilotes roumains faisant office de quatrième escadrille. En raison de son grade, le Leutnant Hannak laissa sa place au Hauptmann Franz Hahn pour prendre en charge le nouveau I./JG 4 : également vétéran de la JG 77 puis de la JG 51, Hahn compte 17 victoires. Les Oberleutnant Georg von Ahlefeldt-Dehn et Schopper (déjà cité) prirent le commandement des 1. et 2./JG 4 tandis que la 3. Staffel revint au Hauptmann Manfred Spenner qui porte les séquelles d'une grave blessure à la jambe reçue lors de la campagne de France. Hormis la protection de Ploesti ainsi que de la capitale, quatre avions étaient continuellement détachés à Mamaia en cas d'attaque aérienne soviétique, cette station balnéaire permettant en outre de bénéficier pleinement de baignades en mer, entrecoupées de quelques décollages sur alerte occasionnels. Du reste, rien à signaler pour les premiers mois de 1943 pour le I./JG 4, qui coule pour le moment des jours paisibles dans un pays chaleureux, hormis deux pertes accidentelles (pilotes tués). En juin, le Hauptmann Wilhelm Steinmann, ancien pilote de bombardier et récemment passé à la chasse avec la JG 27, remplaça son prédécesseur à la 1./JG 4.

#### Avec les honneurs
Le 1er août, l'USAAF lança l'opération Tidal Wave avec pour objectif les raffineries de pétrole de Ploesti. 178 bombardiers B-24 s'envolèrent tôt le matin, un nombre ramené à 165 après plusieurs accidents et incidents au cours du vol. Une fois au-dessus des Balkans, deux chasseurs bulgares Avia B.534 tentèrent en vain une interception sur la formation, qui par la suite,  se scinda en deux après à une erreur de navigation. Alertés, Allemands et Roumains suivaient la formation ennemie qui arriva sur cible à 150 m du sol en ordre dispersé, accueillie par des tirs de DCA, des ballons de barrage et de chasseurs IAR-80 et 81. Les bombes tombèrent sur le complexe de Ploiesti et ses alentours mais souvent de façon hasardeuse. Le I./JG 4 pour sa part fouille le ciel à haute altitude depuis 40 min avant de finalement trouver les quadrimoteurs au ras du sol : les Bf 109 descendirent entre 10 et 12 bombardiers, pour quelques chasseurs détruits et endommagés, mais aucun pilote tué. Parmi les vainqueurs, les trois Staffelkapitän (dont un doublé pour Wilhelm Steinmann) et les vétérans Reinhold Schmetzer et Albert Palm. Les autres unités de chasse alourdiront l'addition à environ 30 victoires aériennes auquel s'ajoutèrent 25 Liberator abattus par la Flak.
Ce seront les seuls succès du Gruppe en Roumanie, qui finira par répartir ses Messerschmitt sur plusieurs terrains périphériques afin de minimiser les pertes au sol en cas de raid. Logeant sous de simples tentes, les hommes vécurent un mois d'octobre pluvieux, et le I./JG 4 se rassembla finalement sur Mizil, son terrain d'origine. Faute de combat, les entraînements occuperont les pilotes mais les jeunes recrues manquaient cruellement d'une formation solide, ce qui entraîna une douzaine de casses en deux mois.

#### Yo-yo à travers l'Europe
À la mi-novembre, le groupe rentra en Allemagne pour percevoir de nouveaux Bf 109G-6 avant d'être affecté à Bad Wörishofen au côté du III./JG 3. Mais les intempéries de fin d'automne limitèrent les sorties. Fin décembre, le groupe franchit les Alpes en plusieurs jours, destination finale Lavariano près d'Udine au nord-est de l'Italie. Le I./JG 4 relève ainsi le III./ JG 77 à bout de souffle, et se coordonna avec le II./JG 51 dans la même région. Avec le reste de la JG 77 et la JG 53, c'est 184 chasseurs (78 opérationnels) qui barrent la route aux Alliés à travers l'Italie. Rome demeurant inaccessible mauvais temps oblige, les premières missions italiennes du I./JG 4 se déroulerons à Lavariano les 28 et 30 décembre. Seule la première mission permettra trois succès - toujours sur des B-24 - mais les pilotes pâtiront à chaque fois de l'autonomie très limitée de leurs appareils.    

### De l'Europe méridionale à occidentale (1944)

#### Front italien
Après quelques missions sans histoire et trois déménagements, le I./JG 4 se posa le 7 janvier 1944 à Littorio au sud-ouest de Rome. Le 11, deux pilotes périrent par accident tandis qu'un troisième fut grièvement blessé. Mais ce sont bien les combats qui vont commencer à « saigner » l'unité jusqu'ici assez épargnée. Au programme, majoritairement des escortes de Fw 190 Jabo de la SG 4 avec en face, la chasse alliée mais aussi des Dragonfly de réglage d'artillerie dont le Hauptmann Spenner se fera une spécialité. Déjà à cette époque, l'espérance de vie sur ce front est réduite à moins de 30 h. Qui plus est, l'éjection en parachute en cas d'avarie demeure encore peu populaire car peu abordée dans les écoles de pilotage, sans compter la mauvaise habitude des aviateurs américains à mitrailler leurs adversaires accrochés à leurs suspentes. L'activité la plus intense se déroula à partir du 22 janvier jour de l'Opération Shingle où le groupe va multiplier les sorties d'escortes. L'assaut amphibie impliquant également des attaques aériennes sur les terrains allemands, le I./JG 4 se voit contraint de déménager à 30 km au nord de Rome mais lors du premier transfert – toujours le 22 janvier - des chasseurs touchèrent les machines du Kommandeur Franz Hahn et son ailier. Si ce dernier pourra effectuer un atterrissage d'urgence, le Hauptmann Hahn n'aura pas cette chance. Wilhelm Steinmann prendra provisoirement la tête du Gruppe, lui ainsi que Manfred Spenner et un sous-officier, auront été les seuls vainqueurs dans les airs en janvier. Un mois sanglant puisque le I./JG 4 y perd environ un tiers de ses effectifs et la moitié de ses avions.
Le 2 février, Steinmann et le Feldwebel Albert Palm réalisèrent chacun un doublé, ce même jour voyant aussi le groupe renforcé d'une dizaine de recrues. Presque quotidiennement, le I./JG 4 s'envole pour escorter les Fw 190, avec son lot de pertes. Les pilotes capturés doivent alors « gruger » lors des interrogatoires (parfois musclés) afin d'en révéler le moins possible à l'ennemi. Journée chargée le 8 février sur la tête de pont et Cassino où le Gruppe s'octroie cinq victoires. Comme toujours, ce sont les Hauptmann Steinmann et Spenner qui vont dominer les débats (7 et 6 victoires pour le mois), le premier se concentrant sur les chasseurs, le second ayant fait main basse sur les Dragonfly. À ce stade, les différents Staffel du groupe se séparèrent sur plusieurs terrains les rendant difficilement repérables en cas d'attaque. Les Alliées finirent par bombarder le mont Cassin et son monastère le 15 février, une période coïncidant avec la venue d'un nouveau Kommandeur en la personne du Hauptmann Walter Hoeckner. Ce vétéran comptabilise une soixantaine de victoires sur de nombreux fronts remportés au sein des JG 77, JG 26 et JG 1. Au sol, si la 14e Armée allemande peut un temps espérer reprendre le dessus, l'appui aérien fera défaut, les Focke-Wulf Jabo étant bien trop peu nombreux et surexploités, tout comme les Bf 109 du I./JG 4 au demeurant.    
Le I./JG 4 descendit trois B-24 le 3 mars mais ceux-ci se défendront avec acharnement, causant un mort et deux blessés, dont Albert Palm qui s'en sortira malgré de multiples fractures ; Steinmann et Spenner clôtureront la journée en remportant chacun un nouveau succès. L'usure chronique qui suivit réduisit bientôt la dotation de chaque Staffel à trois ou quatre pilotes tout au plus. L'addition s'alourdit le 9 mars quand la DCA toucha Manfred Spenner malgré un vol en raz motte ; il s'éjectera mais sera capturé, tandis que son successeur finira blessé deux jours plus tard. Le groupe du Hauptmann Walter Hoeckner reçut donc l'ordre de se replier à la mi-mars à Orvieto pour une fin de mois plus tranquille, malgré la troisième perte en un peu plus de quinze jours du chef de la 3./JG 4. Hans-Wilhelm Schopper quitta également un temps l'unité pour l'écolage ; Reinhold Schmetzer récemment promu et le Leutnant Günther Stark reprendront les 2. et 3. Staffel. Ne disposant plus d'appareils opérationnels, le groupe demeura à l'arrêt quasiment tout le mois d'avril, le Kommandeur Hoeckner recevant entre-temps la Croix de Chevalier. Son unité reprit les interceptions dès le 20 et cinq jours plus tard, quatre pilotes pourront se défaire chacun d'un P-38, dont le Leutnant Stark et l'Oberfeldwebel Franz Malsch, deux poids lourds du I./JG 4. Stark récidivera à nouveau sur un Lightning le 28 avril. Ces quelques rencontres avec les bombardiers n'étaient pas une sinécure, en particulier pour les novices qui volaient sur les machines les plus usées et en arrière de la formation, les rendant d'autant plus vulnérable aux attaques de chasseurs alliés à l'affût.
Le I./JG 4 retourna près de Rome le 1er mai mais prit chère six jours plus tard quand des Spitfire coiffèrent les Bf 109 qui venaient de décoller sur alerte : trois pilotes seront blessés et quatre autres tués, dont le Staffelkapitän Reinhold Schmetzer, la 2./JG 4 étant particulièrement touchée lors de cette sortie. Le groupe prit sa revanche le 13 en abattant cinq P-40, dont deux pour le Hauptmann Hoeckner et le Leutnant Stark, qui remettront ça quatre jours plus tard. Wilhelm Steinmann lui aussi poursuivait sa moisson de victoires, prenant également soin d'emmener les jeunes novices dans des vols matinaux pour les familiariser aux ficelles du métier. Avec cinq victoires en mai, Steinmann compte désormais 20 succès, mais le groupe ne comptabilise plus que dix avions en état de vol. Le I./JG 4 dût une nouvelle fois se replier à travers une Italie de plus en plus hostile aux Allemands. Les 9 et 13 juin, une poignée d'avions postés près d'Udine se joignit aux III./JG 53 et II./JG 77 pour intercepter des quadrimoteurs en route pour le Reich et la Bavière. Le dernier jour du mois, le I./JG 4 combattit au-dessus de la Yougoslavie mais la faiblesse de son effectif l'exposait trop dangereusement aux chasseurs d'escortes. En juillet, le haut commandement décida finalement de renvoyer le I./JG 4 au pays. Ordre est donnée le 23 de laisser tous les avions au II./JG 77 et les derniers brides du groupe quitteront définitivement le sol italien le 1er août 1944.

#### Mise en forme
Le Stab JG 4 vit le jour le 15 juin 1944 en pleine campagne de Normandie. Il résulte du renommage du Stab JG z.v.V, un état-major d'escadre profilé pour la chasse aux quadrimoteurs et regroupant autour de lui plusieurs Gruppen destinés à ce genre de mission. Commandé tour à tour par le Major Gerhard Michalski et le Hauptmann Walther Dahl, le Stab JG z.v.V devint Stab JG 4 peu après sa prise en main par le Major Gerhard Schöpfel. Ce dernier s'envola avec un ailier le 6 août pour prendre part à une interception en compagnie des I. et IV.(Sturm)/JG 3, du II./JG 27  et toute la JG 300. Pour sept victoires, les Allemands perdront 31 chasseurs, dont Schöpfel et son ailier qui termineront à l'hôpital. Dix jours plus tard, le Major Michalski reprendra son poste qu'il ne quittera plus jusqu'à la fin de la guerre.
Entre-temps, la JG 4 se renforça en juillet d'un II. Gruppe. Ce dernier comprenait à la fois des éléments de la Sturmstaffel 1, une escadrille expérimentale équipée de Fw 190 blindés et lourdement armés pour lutter contre les bombardiers lourds, ainsi que le groupe de chasse lourd I./ZG 1. Spécialisé directement pour la chasse aux quadrimoteurs, le groupe prit la nomination II.(Sturm)/JG 4 avec ses quatre Staffeln 5, 6, 7 et  8, sous la coupe du créateur des Sturmgruppen, le Major Hans-Günther von Kornatzki. Véritable figure paternelle, cette officier se montrera très pédagogue envers ses hommes d'autant que beaucoup d'entre eux ne possédaient que peu d'expérience dans la chasse, chefs d'escadrille compris. Le gros des mécaniciens débarqua début août, et pour la plupart habitués au Ju 88, ils durent désormais apprendre à œuvrer sur Fw 190. Enfin, les bandes d'identification de fuselage « noire-blanche-noire » de la Sturmstaffel 1 seront également adaptées aux appareils de la JG 4.
La création du III./JG 4 prendra effet à la même période avec le démantèlement cette fois du II./ZG 1. Commandé par le Hauptmann Friedrich Eberle, un ancien des JG 51 et JG 1, le groupe perçut ses premiers Bf 109 fin juillet. À l'instar du II.(Sturm)/JG 4, les pilotes qui composaient le III./JG 4 étaient assez hétérogènes, entre pilotes confirmés mais habitués à voler sur Ju 88, et des jeunes recrues, certes motivées, mais possédant un écolage réduit. L'unité de Eberle bénéficiera néanmoins de la supervision du Kommodore de la JG 11 Günther Specht. En attendant les premiers combats, II. et III./JG 4 s'entraînèrent respectivement mais non sans mal, avec huit morts accidentels entre fin août et début septembre.

#### Aller-retour
Parallèlement, I./JG 4 compléta ses effectifs en Allemagne tant en avions qu'en personnels navigants. Le Gruppe officia également une 4e Staffel. Les quelques vétérans de l'unité côtoient eux aussi des jeunes pilotes venus en renfort mais insuffisamment formés. Tout le mois d'août sera donc consacré aux entraînements, les anciens prenant en main les nouveaux, mais deux d'entre eux se tueront accidentellement. Les vols comprenaient aussi des combats aériens simulés contre de véritables chasseurs alliés Spitfire, P-47, et P-51 capturés. Environ 80 mécaniciens de la KG 1 dissoute viendront également renforcer le groupe, désormais prêt à reprendre du service ; le 25 août, le I./JG 4 fit un premier vol étape vers Mönchengladbach. Mais ce jour-là, l'appareil du Major Walter Hoeckner s'écrasa en flamme juste après avoir décollé, probablement gêné dans ses mouvements par l'étroitesse du cockpit. La mort brutale de cet as aux 68 victoires laissera la jeune garde orpheline. Finalement deux jours plus tard, le I./JG 4 - repris par le Hauptmann Wilhelm Steinmann - débarqua à Frières-Faillouël et La Fère, mais un dernier pilote se tuera en percutant la cime des arbres.
Toute la journée du 28 août, le I./JG 4 patienta au sol en attente d'un décollage. Les Alliés ne sont pas bien loin, et peuvent même débarquer à tout moment. Mais l'ordre ne viendra jamais, et au soir, faute de pouvoir décoller en raison de la faible clarté et du mauvais état de la piste, on envisagea de détruire les avions avant de fuir par la route ; bon nombre de mécaniciens ont d'ailleurs déjà évacué en camions. Finalement tôt le lendemain, la plupart des Bf 109 décolleront pour rejoindre un terrain belge à Beauvechain près de Louvain. Les moteurs tout juste éteints, les Messerschmitt reçurent l'accueil d'une douzaine de Thunderbolt qui détruisirent six d'entre eux pour un P-47 abattu par la DCA. Le groupe prendra ensuite pied à Anvers avant de revenir en Allemagne proche de la frontière début septembre.
Le 8, le I./JG 4 effectua son premier combat depuis son retrait d'Italie et trois pilotes novices parviendront à se défaire d'autant de P-47 pour la perte de deux ailiers. Les jours suivants, le groupe se joignit au II./JG 53 pour lutter contre les chasseurs-bombardiers adverses dans la région de Metz-Nancy et au-dessus de la ligne Siegfried. Ces rencontres seront légion surtout vers la fin du mois ; les 28 et 29 septembre notamment, le I./JG 4 descendit un total de 7 chasseurs. Le 6 octobre enfin, l'unité s'établit dans l'est du pays pour intégrer la défense du Reich.

#### Messerschmitt etSturmjäger
Il faudra attendre le 11 septembre pour que II.(Sturm) et III./JG 4 effectuent leurs premières missions de combat. Vers 10 h 30, les deux Gruppen s'élancèrent guidés par le Stab JG 11 du Major Specht. Au total, treize Gruppen et deux Stab firent face à 1 131 bombardiers américains et 440 chasseurs en route pour détruire des usines d'essence synthétique. Le III./JG 4 suivi du II.(Sturm)/JG 4 passèrent à l'attaque vers 12 h 15 en tachant de faire feu au plus près des B-17. À la fin du combat, les deux groupes revendiquaient 40 adversaires abattus ou expulsés de leur formation (dont quatre chasseurs d'escorte), de loin le meilleur score de toutes les unités engagées ce jour-là. Un succès néanmoins contrebalancé par la mort de 21 pilotes et 9 blessés ; le II.(Sturm)/JG 4 perdit un tiers de ses avions, le III. la moitié.
À l'issue de ce premier combat, il faut déjà penser les plaies, mais les deux Gruppen durent de nouveau se confronter à la 8th Air Force dès le lendemain. Les Bf 109 de couverture se cognèrent en premier à la chasse afin d'ouvrir la voie aux Fw 190 du Sturmgruppe. Les deux formations réalisèrent cette fois 20 succès (9 expulsions ou Herausschüsse) sur les bombardiers ainsi que deux Mustang abattus par le Leutnant Hans Klaffenbach en début et fin d'attaque ; l'officier venait de prendre le commandement de la 11./JG 4 décimée la veille. En nombre inférieur, davantage de pilotes obtiendront une double victoire que la lors de la mission précédente, voire un triplé. Mais 12 hommes y laisseront à nouveau la vie dont le doyen et leader Hans-Günther von Kornatzki. Victorieux d'un B-17, l'Oberstleutnant fut touché par les tirs défensifs et percutera une ligne à haute tension en tentant un atterrissage forcé.
Nul le temps de souffler que les Américains remirent ça le 13 septembre. Seuls sept appareils du III./JG 4 purent cette fois décoller, mais l'attaque se déroulant dans le sud du Reich, les bombardiers resteront hors de portée des Messerschmitt qui finiront par rentrer sans combattre. Les deux camps payèrent un lourd tribut lors de cette campagne de trois jours, et tous accueillirent favorablement une dégradation de la météo synonyme de repos.

#### Contre la tête de pont hollandaise
Le 17 septembre 1944 est déclenchée l'opération Market Garden. Prise par surprise, la Luftwaffe s'organisa néanmoins rapidement en envoyant sur place dix Gruppen de chasse, parmi eux le III./JG 4 ainsi que le Stab du Major Michalski. Le groupe s'envola dès le 18 de Bad Lippspringe pour intercepter une éventuelle nouvelle vague de transports aériens…qui n'aura finalement pas lieu ; les Bf 109 mitraillèrent néanmoins des planeurs et des troupes au sol, le Stab faisant de même sans plus de résultat. Mission identique le lendemain pour tenter de débusquer les avant-gardes ; aucune perte n'est à déplorer, à contrario d'autres Gruppen déjà ébréchés. Le 21, deux avions du Stab menés par Michalski ainsi que 24 pilotes d'autres unités délaissèrent les mitraillages pour se concentrer sur une centaine d'avions acheminant des renforts. Le Major et son ailier descendirent ainsi deux Lancaster. Le mauvais temps contraria la suite des opérations jusqu'au 25 septembre.
Par deux fois le 26 septembre, le III./JG 4 se joignit à plusieurs dizaines d'avions pour des sorties à basse altitude. Le groupe put abattre trois Typhoon alors que le Stab parviendra à se défaire d'une attaque de chasseurs américains qui causeront 20 pertes dans les rangs allemands. Le lendemain, c'est le III./JG 4 cette fois qui prit cher avec six avions touchés en deux sorties, causant trois blessés et la mort de deux pilotes de la 9./JG 4 victorieux par le passé. Faible compensation avec un Typhoon abattu par Michalski lors d'une troisième mission. Le 29 septembre, le III./JG 4 perdit à nouveau cinq Messerschmitt et trois pilotes, mais se défait en contrepartie d'un P-47 et trois Spitfire. Une dernière mission le 2 octobre contre des blindés devança le départ de la JG 4 de la région le lendemain.

#### Retour en force
Pendant ce temps-là, le II.(Sturm)/JG 4 perçut de nouveaux Fw 190 et des pilotes vinrent compléter le groupe, mais le manque d'essence limita l'entraînement au possible. Par ailleurs, chaque homme devait gérer l'interminable attente de décollage, chacun se demandant qui serait le prochain à tomber au combat. Le groupe prit finalement l'air le 27 septembre vers 10 h sous un ciel sans nuage. Il rejoignit les deux autres Sturmgruppen des JG 3 et JG 300 ainsi que l'escorte de celle-ci. La formation allemande surprit un box de B-24 du 445th Bomber Command isolés sur le chemin retour, et comme à l'habitude, les Sturmjäger n'ouvrirent le feu qu'à courte distance pour faire un massacre : 56 Liberator revendiqués et 25 autres expulsés, ainsi que 6 Mustang. Mais quand ceux-ci arrivèrent à la rescousse, les chasseurs devinrent chassés, et 18 Allemands tombèrent sous les tirs américains. Un chiffre proche de la réalité, à l'inverse des revendications allemandes bien supérieures aux 28 appareils (dont 2 Mustang) perdus admis par la 8th Air Force. Pour le II.(Sturm)/JG 4 toujours est-il, le tableau de chasse s'éleva à 40 victoires, mais au prix de sept morts ou disparus et trois blessés. Nul le temps de souffler, les Américains remirent ça dès le lendemain et laissèrent de nouveau 23 quadrimoteurs sur le carreau ainsi que 5 Mustang, ce qui correspond cette fois aux revendications allemandes. Le II.(Sturm)/JG 4 pour sa part descendit huit B-17, mais laissa lui-même cinq pilotes tués (dont un au décollage) et quatre blessés. Outre les balles des P-51, les pilotes allemands devaient également souvent batailler avec leurs propres avions pour s'éjecter. Entre blessures, givre, feu, vrilles incontrôlables, ou encore verrières capricieuses à s'ouvrir, l'éjection s'apparentait souvent à un parcours du combattant.
Les mauvaises conditions météo se succédant, aucune interception de la part du II.(Sturm)/JG 4 n'aura lieu les premiers jours d'octobre. Dans l'intervalle, le III./JG 4 fraîchement retiré du front hollandais rejoignit le II. Gruppe. Le duo ainsi reformé se joignit comme d'habitude ses forces aux JG 3 et 300 pour une nouvelle confrontation à l'ennemi le 6 octobre. La JG 4 alignera « officiellement » 27 B-17 (9 expulsés) et deux Mustang. Mais les victoires vont comme toujours de pair avec des pertes : neuf tués  et trois blessés. En fin d'après-midi, le I./JG 4 rejoignit à son tour ses deux frères d'armes, amenant pour la première fois la JG 4 au complet. L'escadre se remet donc au travail dès le lendemain et le II.(Sturm)/JG 4 s'adjugea sept bombardiers, mais déplorera deux tués et un blessé tout comme le III. Gruppe. À bout de souffle, beaucoup d'unités de la défense du Reich sont alors placées au repos pour se rééquiper, laissant de facto le champ libre aux raids alliés durant plusieurs jours. Si remplacer les Fw 190 ne présente aucun problème, les jeunes pilotes venus en renfort ne possèdent que très peu d'expérience sur cet appareil, moins d'une heure de vol pour certain ! Les Bf 109 des I. et III./JG 4 redécolleront encore les 12 et 16 octobre mais sans grand succès.

#### Aboutissement
La JG 4 s'agrandit le 20 octobre avec l'adoption d'un IV. Gruppe. Ce dernier n'est pas un novice puisque sous son ancienne désignation II./JG 5, il connut jadis un franc succès sur le front arctique dès 1942, fournissant un grand nombre d'as de renommée. Le groupe n'a cependant plus l'aura d'en temps et déplora 17 tués au cours du seul mois d'août 1944 face à la 8th Air Force. Néanmoins, IV./JG 4 dispose encore de vétérans avec à sa tête le Hauptmann Franz Wienhusen (environ 12 victoires). Les 13. et 14. Staffel sont amenées par les Leutnant Paul Weitzberg et Ernst Scheufele (18 victoires pour ce dernier), la 14./JG 4 comptant par ailleurs dans ses rangs le Feldwebel Erhardt Mecke et l'Unteroffizier Berthold Klaus avec une dizaine de victoires chacun. À la tête de la 15./JG 4, l'Oberleutnant Lothar Wolff qui s'est fait les dents au IV./KG 40, un groupe de chasse lourd maritime destiné à la protection des U-Boat. Enfin, l'as Hans Schleef porte désormais la 16./JG 4 ; cet Oberleutnant détient pas moins de 97 victoires avec la JG 3 et porte la Ritterkreuz depuis le printemps 1942.
Le IV./JG 4 opère sur Bf 109G-14 à l'instar des I. et III./JG 4, ce dernier possédant également des G-10 et l'ultime version K-4. La JG 4 doit cependant se serrer la ceinture en versant plusieurs membres du personnel au sol dans l'infanterie ou les paras. La discipline est également de mise à la suite de l'attentat manqué contre Hitler. Le 2 novembre, seule une soixantaine d'appareils de l'entièreté de l'escadre put décoller conjointement avec les JG 3 et 27 pour intercepter une nouvelle formation de bombardiers US. Trois chasseurs s'écraseront avant même le début de la confrontation qui aura lieu peu après midi. Amenée par le Kommodore Michalski, la JG 4 s'apprêta à attaquer quand les Mustang fondirent sur le III. Gruppe. Cinq Bf 109 allèrent au tapis dans la bagarre qui s'ensuivit, ce qui permit toutefois au reste de l'unité de poursuivre l'assaut : en l'espace de 5 min, la JG 4 revendiqua 22 Forteresses Volantes grâce notamment aux obus incendiaires des armes de bord, mais celles des B-17 et des P-51 ne se firent pas prier non plus. Bilan, 14 morts ou disparus et 7 blessés, dont l'Unteroffizier Albert Erler (5./JG 4) huit fois vainqueur au sein du II.(Sturm)/JG 4 depuis sa création. Cette mission sonna le glas du Stumgruppe : alors que la tactique initiale consistait à frapper en nombre à courte distance avec des avions blindés pour saturer les défenses ennemies, les Fw 190 allégés en blindage (pour gagner en performance) attaquaient désormais individuellement faute de moyens. Le II./JG 4 redevint dès lors une unité conventionnelle.
La JG 4 redécollera à plusieurs reprises au cours des semaines suivantes, mais toutes ces missions ressortiront infructueuses. Le I./JG 4 se voit désormais affectée comme groupe d'escorte à haute altitude, tandis qu'une tentative de transférer les trois autres Gruppen plus à l'ouest pour combattre les chasseurs-bombardiers alliés échoueront, soit par contrordre, soit en raison des mauvaises conditions météo. Le 20 novembre néanmoins, le IV./JG 4 parviendra à se poser dans la région de Francfort. Le 21, le III./JG 4 accrocha un groupe de B-17 venus pour la énième fois attaquer des raffineries d'essence, le nerf de la guerre. Deux Mustang et au moins un bombardier sont abattus, mais au prix d'un mort et quatre blessés. Ce sera la dernière confrontation directe de la JG 4 face à la force stratégique américaine. Le même jour, le gros du I. Gruppe rejoignit le IV. à Darmstadt.

#### Alter ego
Les deux Gruppen se retrouvèrent à pied d'œuvre le 25 novembre : si le I./JG 4 s'en sortit médiocrement, le IV./JG 4 revendiqua en revanche 7 Mustang et Thunderbolt, mais au prix de deux morts et trois blessés. Le I./JG 4 se rattrapa le lendemain en réalisant un quintuplé tout en ne déplorant qu'un blessé. Parmi les vainqueurs, Wilhelm Steinmann, Hans-Wilhelm Schopper et Franz Malsch, toujours présents au sein du groupe. L'après-midi, le III./JG 4 parvint également dans la région, précédé non sans mal la veille par son personnel au sol. Puis le I./JG 4 changea de nouveau de rôle pour celui de Jabo. Ainsi le groupe effectua-t-il trois longues missions de frappes terrestre le 29 novembre et trois de plus le 30. 
La JG 4 aura maille à partir avec la chasse américaine toute la journée du 2 décembre. Si l'Oberfähnrich Malsch et l'Oberleutnant Schopper s'en sortent une nouvelle fois vainqueurs, ce dernier devra en revanche s'éjecter un bras salement amoché, qu'il faudra finalement amputer. Fin de carrière donc pour le Staffelkapitän de la 2./JG 4 qui perd en outre cinq de ses pilotes. Le lendemain, l'escadre reçut l'ordre totalement incongru d'attaquer l'armada américaine postée dans la région d'Aix-la-Chapelle après la prise de la ville, qui plus est sous un plafond très bas. Après un court briefing, les Bf 109 des I., III. et IV./JG 4 prirent le cap nord-ouest pour tomber sur un véritable déluge de feu en provenance du sol. Si le III./JG 4 du Kommandeur Friedrich Eberle eut la présence d'esprit de faire demi-tour avant le carnage, les I. et IV./JG 4 durent rayer des effectifs 9 pilotes tués, 6 prisonniers et plusieurs blessés. L'Oberleutnant Ernst Scheufele terminera blessé et prisonnier tandis que Hauptmann Franz Wienhusen - qui avait vainement tenté d'annuler la mission - s'écrasera en flamme. Le II./JG 4 rejoignit à son tour ses camarades sur le front de l'ouest et opéra dès le 5 décembre. Jusqu'à la mi-décembre, la JG 4 au complet va principalement se confronter aux chasseurs-bombardiers américains deux à trois fois par jour. Mais les victoires aériennes s'accumulent bien moins que morts et blessés. Les problèmes techniques causeront également pas mal de casses matérielles. Chaque pilote voit défiler les jours comme si c'étaient les derniers ; ceux restés au sol acceptent les dernières lettres et présents des hommes qui partent au combat, peut-être pour la dernière fois.

#### Chaudron ardennais
De par sa localisation, la JG 4 va s'impliquer dans l'offensive allemande dans les Ardennes. Mais à ce stade du conflit, chaque Gruppe ne peut aligner que 30% de ses effectifs, avec nombres de pilotes inexpérimentés au demeurant. Lors de ses premiers engagements le 17 décembre, l'escadre perdait déjà neuf pilotes et six autres blessés, en contrepartie de 6 victoires. Même motif et même punition lors de la journée du 23, avec sept blessés, huit morts et quatre prisonniers. Wilhelm Steinmann officialisera à cette occasion sa 27e victoires, la 99e pour l'Oberleutnant Schleef, et la première du Hauptmann Ernst Laube en tant que nouveau Kommandeur du IV./JG 4. Mais ces quelques succès individuels sur les chasseurs alliés s'apparentent à des piqûres d'épingles ; ces derniers demeurent bien trop nombreux et rares sont les appareils allemands qui rentrent au bercail intacts à chaque mission. La JG 4 passera ainsi une triste veille de noël en perdant le Feldwebel Albert Erler (meilleurs as du II./JG 4), ainsi que son chef d'escadrille dans une sortie anti-Jabo, compensé par une double victoires du Leutnant Hans Klaffenbach. À peine rentrée que la JG 4 subit un raid de B-17 sur ses terrains ! Une poignée de pilotes pourront décoller, revendiquant un seul P-51 au crédit du Hauptmann Laube. L'attaque fit peu de dégâts matériels mais laissèrent la piste couverte de cratères, sans compter dix mécaniciens et une trentaine de civiles tués.
Comme toujours, de jeunes recrues venaient compléter les effectifs, notamment d'unités dissoutes comme les Kampfgeschwader de bombardement. L'accueil parmi les anciens demeurait cependant très distant. Tous savent ici que l'espérance de vie, en particulier des nouveaux venus, ne dépasse pas quelques missions, réduisant toute forme de promiscuité amicale. À la fin du mois, la JG 4 se retrouva au repos forcé, la Luftwaffe n'ayant pas été en mesure de soutenir l'offensive allemande. Parmi les causes, on peut noter des sorties sous faible visibilité, le manque de préparation entre deux missions, les avaries et l'hétérogénéité des pilotes. Au dernier jour de 1944, la JG 4 décomptait 23 Fw 190 et 87 Bf 109 dans ses rangs. Les quatre groupes redécollèrent ce jour-là sous un temps morose et laissèrent encore au moins treize avions sur le carreau et cinq pilotes, dont l'as Hans Schleef qui périt ainsi à une longueur de sa 100e victoire. L'escadre paya son engagement ardennais au prix fort, malgré une vingtaine de succès aériens. Le réveillon est désormais dans la tête de chacun, mais la guerre va une nouvelle fois prendre le dessus.

### Changement d'adversaires (1945)

#### Un coup pour rien
Au 31 décembre au soir après le dîner, les hommes de la JG 4 apprirent de leur Kommodore qu'une opération de grande envergure sur les aérodromes alliés devait avoir lieu le lendemain. L'unité a pour cible la Le Culot en Belgique où stationnent de nombreux P-47 et quelques bombardiers lourds. Outre un probable « relâchement » des servants de DCA en ce jour l'an, les Allemands misent sur des Ju 88 de chasse de nuit pour la navigation, une aide bienvenue pour parer au silence radio exigé. Chassant la poudreuse de leurs hélices, une vingtaine de Fw 190 et une cinquantaine de Bf 109 décollèrent entre 8 h et 8 h 20 en ce 1er janvier 1945, mais tout ne va pas se passer comme prévu. Deux des Gruppenkommandeur ne purent décoller pour problème technique, deux Fw 190 rencontrèrent des difficultés pour prendre l'air et un troisième revint se poser peu avant ; il redécollera mais perdra le contrôle et s'écrasera avec son pilote qui décèdera onze jours plus tard. L'Oberstleutnant Michalski finit lui-même par faire demi-tour en chemin, entraînant (peut être) le Hauptmann Friedrich Elbe et tous les pilotes qu'il menait à en faire autant. Il n'en fallait pas plus aux servants alliés pour arroser le ciel d'obus.
Premier en faire les frais, les Ju 88 du guidage, suivis des différents groupes qui subirent de lourdes pertes avant même d'arriver sur l'objectif. Les appareils survivants s'extirpèrent de manière désordonnée, et seuls les II. et IV./JG 4 seront en mesure d'effectuer quelques passes de tir, mais sur d'autres terrains que Le Culot. Ils incendièrent plusieurs avions au sol tout en subissant de nouvelles pertes. Deux Fw 190 mitraillèrent également une locomotive sur le retour et l'Oberleutnant Hans-Martin Markhoff chef de la 8./JG 4 descendit un avion léger après la traversée du premier tir de barrage. Un coup pour rien donc, qui priva la JG 4 d'une trentaine d'appareils, 12 tués, 4 blessés (dont un mortellement) et 6 capturés.

#### Déliquescence programmée
Sans transition, la JG 4 repartit à l'assaut dès le 2 janvier avec seulement 35 appareils pour un traditionnel rendez-vous avec les chasseurs-bombardiers ennemis : bilan quatre morts et deux blessés, pour quatre P-47 abattus. Markhoff et le Kommandeur Martin Laube font partie des vainqueurs tout comme l'Unteroffizier Kurt Scherer de la 6./JG 4 qui malgré l'explosion de l'avion de son leader sous ses yeux, refusera un repos proposé et préfèrera continuer de voler. Scherer compte désormais 6 victoires dont deux coups doubles sur des B-17 les 6 et 7 octobre précédents. Les missions qui suivirent au cours du mois (uniquement des I. et IV./JG 4) ne donneront pas grand-chose (trois succès le 14 janvier, deux de plus le 16), encore que plusieurs victoires durant cette période ne seront confirmées faute de témoin ou en raison des risques. C'est en voulant à tout pris confirmer sa 16e victoire que le Leutnant Josef Kunz - leader de la 13./JG 4 - sera touché et grièvement brûlé le 14 malgré une éjection réussie. Ce même jour, l'Oberleutnant Günther Stark présent au I./JG 4 depuis le début, se posera sur le ventre une balle dans le cou avant de décéder.
Tout espoir de reprendre l'avantage étant désormais anéanti, les Allemands doivent encore endiguer la déferlante à l'Est. Les JG 1, 3, 4, 6, 11 et 77 sont donc réorientées sur ce secteur. Pour la JG 4, ce sera la zone Tchécoslovaquie-Prusse Orientale. Ordre est donné pour les préparatifs le 21 janvier, avec une première destination dans la région de Cottbus les jours qui suivirent. Sur place, rien de réjouissant, en particulier pour le Stab et le II./JG 4 qui doivent opérer sur un terrain où tout manque, à l'exception du froid, de la neige et de la boue. Déjà bien étrillée au cours des combats précédents, la JG 4 va pourtant devoir une dernière fois tout donner jusqu'à épuisement.  

#### Nouveau front
Les opérations à l'Est débutèrent le 26 janvier, les appareils de la JG 4 effectuant quelque 82 sorties d'attaques au sol et de reconnaissance sur les terres polonaises. Jamais engagés sur ce front, les pilotes éprouveront des difficultés à identifier les cibles ennemies, occasionnant souvent des tirs fratricides. Le lendemain, l'escadre ressortit 72 fois pour les mêmes missions ; en deux jours, la JG 4 laissait déjà derrière elle six pilotes tués et un prisonnier, qui décédera vraisemblablement en captivité. Au bout d'une semaine d'intervention et 283 interventions supplémentaires, le bilan monta à douze morts et disparus. À ce stade, les tirs du sol, la météo ou encore les pannes et autres erreurs de pilotage font bien plus de dégâts que les rares accrochages aériens.
Les pilotes côtoient le flot de réfugiés et doivent faire avec le danger permanent de la promiscuité de l'ennemi. Le II./JG 4 en particulier dispose d'une piste tout juste praticable qui occasionnera des accidents mortels. Le moral reste cependant bon et les décollages par petites sections à tour de rôle n'en finissent plus. On instruit aussi les hommes au maniement du Panzerfaust et le 5 février, 80 rampants de la KG 1 (qui prêtaient main-forte au I./JG 4) durent se poster en avant des lignes pour ralentir l'armée rouge. Ils subiront plusieurs pertes les jours suivants, malgré l'intervention des avions pour soulager leur labeur, l'occasion pour le Leutnant Klaffenbach - récent chef de la 4./JG 4 - de renouer avec le succès sur un Yak 9. Les quatre à cinq sorties quotidiennes pour chaque pilote multiplièrent d'autant les pertes, et hormis la DCA, on craint également d'éventuel sabotage. Le 12 février, le II./JG 4 débuta son déménagement près de Berlin faute d'essence, imité deux jours plus tard par le reste de l'escadre qui couvre incessamment ses arrières des Russes désormais tout proches. L'Unteroffizier Scherer remporta ce jour-là un doublé, mais le vétéran Erhardt Mecke se fera touché par sa propre Flak et ne pourra déployer son parachute à temps.
En quelques jours, les combats aériens s'intensifièrent : six victoires le 16 février, trois le lendemain et encore sept le jour suivant. Scherer et Klaffenbach obtiendront chacun leur 10e victoire après des doublés, doublé également pour le Hauptmann Wilhelm Steinmann pour ses derniers succès officiels avec la JG 4. Le lendemain, la perte de l'Oberleutnant Erhard Niese (chef de la 7./JG 4 depuis fin septembre) est durement vécu par le II. Gruppe d'autant plus que sa machine fut probablement victime d'un sabotage. Pénurie de carburant oblige, la JG 4 devra ensuite cesser toute activité jusqu'en mars.

#### Conversion
Durant quinze jours, la JG 4 est laissée tel une marmotte endormie, un laps de temps qui permit toutefois un rééquipement complet, tant en hommes qu'en machines. Le 6 mars, le I./JG 4 épaula des He 111 de la KG 200 armés de bombes planantes Henschel Hs 293, imité deux jours plus tard par le Stab et le III. Gruppe pour une escorte de Mistel. Le Kommodore Gerhard Michalski descendit à cette occasion un Yak-9, son 73e et dernier adversaire de la guerre. Mais le manque de carburant impliqua des changements drastiques, comme le transfert des meilleurs pilotes vers la chasse à réaction. Aussi, le I./JG 4 fut-il peu à peu « vider » de ses membres et selon leurs compétences, affectés soit à l'écolage sur  Me 262, soit au reste de l'escadre. Le Hauptmann Steinmann passa ainsi avec quelques pilotes au III./EJG 2. Les autres groupes verront également le départ d'as confirmé pour passer sur chasseur à réaction, comme Kurt Scherer, meilleurs as du II./JG 4, le Gruppe étant repris dans la foulé par le Major Wilhelm Moritz, un vétéran de Pologne comptant une quarantaine de victoire. D'autres encore, tout comme une bonne partie de personnel non volant, devront faire leurs valises pour les parachutistes où l'infanterie, une fin de carrière au destin parfois tragique pour certain. Le I./JG 4 est donc officiellement dissout, seul demeure encore son parc aérien à dispatcher. Le IV. Gruppe suivra la même voie le 3 avril ; les pilotes chanceux alimenteront II. et III./JG 4 mais la plupart rejoindront les paras.
Pour ces deux derniers Gruppen en revanche, la guerre continue dans la Saxe, . Malgré l'omniprésence de la chasse ennemie - autant occidentale que soviétique - les pilotes doivent à tout prix frapper les objectifs au sol des deux factions… sous peine de sanctions ! Les conversations radios sont limitées au strict minimum lors des missions, et les appareils parqués sous des arbres parfois loin de la piste pour un meilleur camouflage. Difficile du coup de retrouver la base après un dur combat et des réservoirs au plus bas, tout comme d'ignorer la chasse ennemie pour se concentrer uniquement sur les cibles au sol, une situation idéale pour Mustang et autres chasseurs en maraude. Dès le 9 avril, la JG 4 débuta un nouveau transfert dans la région de Jüterbog. 
Après une interminable attente, le III./JG 4 décolla au soir du 11 avril avec seize machines avec pour objectifs des blindés américains. Peine perdue, une quarantaine de P-51 leur tombèrent dessus peu avant l'attaque et mirent 11 Messerschmitt au tapis. Pas question pour autant de relâcher la pression sur l'ennemi, non moins redouté que les décollages et atterrissages. Le II./JG 4 du Major  Moritz en particulier se retrouve planté au beau milieu d'une forêt dense ; c'est pourquoi le Kommandeur préconisera des approches terrain en piqué pour prévenir toute déconvenue en cas d'attaque. Les pilotes les moins aguerris peuvent également compter sur les opérateurs radio au sol afin de les guider à bon port .

#### Retour aux sources
Les colonnes de véhicules américains firent une nouvelle fois les frais de la JG 4 les 14 et 15 avril. L'unité débuta aussi ses premières escortes d'avions kamikazes qui iront se jeter sur les ponts de l'Oder. Le lendemain, Berlin devint la cible des Soviétiques. Pour la JG 4, finie la corvée des attaques au sol, retour à la chasse avec des appareils délestés de tout support de bombes. Cependant, le II. Gruppe ne pourra guère s'illustrer en ce 16 avril, pris sous le feu de P-47 et P-51 avec une position au soleil défavorable. Le groupe perd ainsi une dizaine de Fw 190 contre une seule victoire. Le III./JG 4 ajouta deux autres succès de la part des deux hommes forts du mois d'avril, le Leutnant Klaffenbach et du Hauptmann Johannes Kaufmann, leader de la 9./JG 4. Le III./JG 4 s'illustra le lendemain en revendiquant 6 victoires lors de patrouilles et d'escortes d'avions suicides. Le 18, des missions Jabo sont remis au goût du jour et lors de l'une d'elles, le Major Moritz se blessa en posant son appareil sur le ventre ; l'officier laissa alors l'intérim au Hauptmann Günther Schwanecke, récent vainqueur à deux reprises avec le Stab. Sept victoires allèrent de nouveau au compte du III./JG 4, mais la quinzaine de kilomètres qui sépare désormais l'escadre des troupes russes imposa un nouveau repli.
Le II./JG 4 à court d'avions s'installa près de Rechlin le 19 avril tandis que le III. fit de même à Roggentin. À peine installé que les deux groupes effectuèrent plusieurs sorties de chasse et d'attaque dans la journée, et idem le lendemain, dans des tâches réparties : attaques de colonnes pour les Fw 190, patrouille de chasse pour les Bf 109, ce qui explique la majorité des victoires du III./JG 4. Les pilotes volent deux à trois fois par jour ; aux morts s'ajoutent les blessés qui ne réintégreront plus leur unité, les grands brûlés en particulier auront des séquelles à vie. Le Leutnant Klaffenbach se distingua tout particulièrement, réalisant 5 victoires en trois jours. Roggentin disposant d'un stock important de carburant, les missions vont bon train sur les blindés ennemis. Les Allemands utilisèrent aussi des conteneurs largables de sous-munitions capables d'infliger d'énormes dégâts sur les fantassins. Le 25 avril, la JG 4 cherchait encore un possible repli, car l'ennemi est proche et omniprésent, impliquant un largage précis des bombes pour ne pas toucher les troupes allemandes. Lors d'une attaque au sol menée par le Hauptmann Schwanecke, une demi-douzaine de Fw 190 ne rentrèrent pas, les pilotes ayant décidé de s'éjecter pour…rejoindre leur foyer ! Nul le temps de cogiter à cela, la JG 4 reprendra dès le lendemain sa lutte contre les chars russes progressant dans Berlin. L'escadre se chargera également d'escorter le Generaloberst Robert von Greim et l'aviatrice Hanna Reitsch jusque dans les faubourgs de la capitale. 
Du 28 au 30 avril, la JG 4 déménagea à Parchim tout en assurant les frappes au sol et les escortes de Fw 190 des Schlachtgeschwader. Une fois les bombes larguées, les avions engageaient si besoin le combat aérien. Les escarmouches avec des Yak demeuraient fréquentes au-dessus Berlin, alors que les P-47, P-51 et Spitfire se rencontraient généralement aux abords des aérodromes. Johannes Kaufmann descendit un Yak-3 le 29 avril pour sa dernière victoire avec la JG 4. Notons qu'à cette époque, la pagaille générale ainsi que la destruction des archives ne permettront d'établir un bilan précis des victoires tout comme celui des pertes. Le matin et en fin d'après-midi du 1er mai, les II. et III./JG 4 effectuèrent conjointement les dernières missions de l'escadre. Plusieurs pertes seront à déplorer, et la toute dernière victoire revendiquée par l'Unteroffizier Erwin Teske de la 8./JG 4, déjà double vainqueur deux jours auparavant.

#### Épilogue
Dans la soirée, ordre est donné de la dissolution de la JG 4 avec effet immédiat. Seul le Stab de Gerhard Michalski subsistera pour prendre en charge les IV./JG 51, IV./JG 3 et III./JG 11 ; toutes ces unités posèrent pied à Leck le lendemain. La plupart des hommes du II./JG 4 tenteront de se frayer un chemin en camions ou à pied pour éviter la capture soviétique ; ils seront finalement pris par les troupes britanniques. Seule une poignée de pilotes pourront non sans mal rejoindre Leck ou ses environs à bord de Fw 190 ou d'appareils de liaison comme le Bf 108 . Au III./JG 4, des officiers préconisèrent que chacun tente sa chance. Une quinzaine de pilotes ayant encore des avions essayeront de rejoindre Leck mais la couverture nuageuse imposera des posés sur des terrains dans le nord de l'Allemagne où certain rejoindront simplement leur région natale. Ceux contraints de rester seront capturés par les G.I. et réunis parmi 100 000 prisonniers, parqués dans un champ démuni de tous. Enfin, quelques jours avant la capitulation, les Britanniques prirent la base de Leck.
Née de la guerre, la JG 4 peut se targuer d'avoir connu des débuts tonitruants de la part de trois de ses quatre groupes. Le palmarès total s'éleva à peu près à 400 victoires aériennes (dont moitié moins de quadrimoteurs)  au prix de 310 tués ou portés disparus environ, et 40 capturés, ces deux derniers chiffres étant probablement en deçà de la réalité. L'escadre rendit donc coup pour coup au cours de sa courte existence, tel un chevalier en armure, l'emblème de la JG 4.

## Organisation

### Stab
Formé le 15 juin 1944 à Ansbach à partir du Stab/JG z.b.V..
Geschwaderkommodore :
| Début        | Fin         | Grade          | Nom                       |
| ------------ | ----------- | -------------- | ------------------------- |
| 15 juin 1944 | 6 août 1944 | Major          | Gerhard Schöpfel (blessé) |
| 7 août 1944  | 8 mai 1945  | Oberstleutnant | Gerhard Michalski (en)    |

### I.Gruppe
La 1./JG 4 a été formée le 7 août 1942 à Mizil en Roumanie à partir de la Ölschutzstaffel/JG 77. La 2./JG 4 est formée le 1er décembre 1942. Le Stab ainsi que le 3 restants seront formés le 10 janvier 1943 à Mizil complétant le Gruppe.
Une quatrième Staffel officieusement nommée 4./JG 4 mais également connue sous le nom de « Rumanian staffel Escadrilla 53 », quitta le groupe en décembre 1943. La 4./JG 4 est officiellement créée le 24 juillet 1944.
Le I./JG 4 est dissous le 19 mars 1945.
Gruppenkommandeur (Commandant de groupe) :
| Début           | Fin             | Grade     | Nom                                    |
| --------------- | --------------- | --------- | -------------------------------------- |
| 10 janvier 1943 | 22 janvier 1944 | Hauptmann | Franz Hahn (mort au combat)            |
| 23 janvier 1944 | 14 février 1944 | Hauptmann | Wilhelm Steinmann (intérim)            |
| 15 février 1944 | 25 août 1944    | Hauptmann | Walter Hoeckner (tué accidentellement) |
| 26 août 1944    | 17 mars 1945    | Hauptmann | Wilhelm Steinmann                      |
| 17 mars 1944    | 19 mars 1945    | Major     | Karl Wallis (au sol)                   |

### II.Gruppe
Formé le 12 juillet 1944 à Salzwedel à partir du I./ZG 1 avec :
- Stab II./JG 4 à partir du Stab I./ZG 1
- 5./JG 4 à partir de la 1./ZG 1
- 6./JG 4 à partir de la 2./ZG 1
- 7./JG 4 à partir de la 3./ZG 1

La 8./JG 4 est formée quelques jours plus tard  le 21 juillet 1944.
Le II./JG 4 est dissous le 1er mai 1945.
Gruppenkommandeur :
| Début             | Fin               | Grade        | Nom                                         |
| ----------------- | ----------------- | ------------ | ------------------------------------------- |
| 12 juillet 1944   | 12 septembre 1944 | Oberleutnant | Hans-Günther von Kornatzki (mort au combat) |
| 13 septembre 1944 | mars 1945         | Major        | Rudolf Schröder                             |
| mars 1945         | 18 avril 1945     | Major        | Wilhelm Moritz (blessé)                     |
| 18 avril 1945     | 1er mai 1945      | Hauptmann    | Günther Schwanecke (intérim)                |

### III.Gruppe
Formé le 12 juillet 1944 à Rotenburg à partir du III./ZG 1 avec :
- Stab III./JG 4 à partir du Stab III./ZG 1
- 9./JG 4 à partir de la 7./ZG 1
- 10./JG 4 à partir de la 8./ZG 1
- 11./JG 4 à partir de la 9./ZG 1
- 12./JG 4 à partir de la Ergänzungsstaffel/ZG 1 (le 21 juillet 1944)

Le III./JG 4 est dissous le 1er mai 1945.
Gruppenkommandeur :
| Début           | Fin            | Grade     | Nom              |
| --------------- | -------------- | --------- | ---------------- |
| 12 juillet 1944 | 8 janvier 1945 | Hauptmann | Friedrich Eberle |
| 9 janvier 1945  | 1er mai 1945   | Hauptmann | Gerhard Strasen  |

### IV.Gruppe
Formé le 20 octobre 1944 à Finsterwalde à partir du II./JG 5 avec :
- Stab IV./JG 4 à partir du Stab II./JG 5
- 13./JG 4 à partir de la 5./JG 5
- 14./JG 4 à partir de la 6./JG 5
- 15./JG 4 à partir de la 7./JG 5
- 16./JG 4 à partir de la 8./JG 5

Le IV./JG 4 est dissout le 3 avril 1945.
Gruppenkommandeur :
| Début            | Fin             | Grade     | Nom             |
| ---------------- | --------------- | --------- | --------------- |
| 20 octobre 1944  | 3 décembre 1944 | Hauptmann | Franz Wienhusen |
| 19 décembre 1944 | 3 avril 1945    | Hauptmann | Ernst Laube     |

## Récipiendaire de la Croix de Chevalier
De par sa création tardive, peu de pilotes de la JG 4 se distingueront suffisamment longtemps pour être éligibles à la Croix de Chevalier. Seul Wilhelm Steinmann recevra cette décoration le 28 mars 1945, une fois transféré dans la chasse à réaction. Au total, une quinzaine de pilotes connus auront le titre d'as avec la JG 4, : 
| As                    | Unités    | victoires à la JG 4 | palmarès total |
| --------------------- | --------- | ------------------- | -------------- |
| Wilhelm Steinmann     | I.        | 38                  | 44             |
| Hans Klaffenbach      | III. & I. | 20                  | 22             |
| Manfred Spenner       | I.        | 13                  | 20             |
| Franz Malsch          | I.        | 11                  | 14             |
| Günther Stark         | I.        | 10                  | 10             |
| Kurt Scherer          | II.       | 10                  | 10             |
| Johannes Kaufmann     | III.      | 10                  | 10             |
| Albert Erler          | II.       | 8                   | 8              |
| Walter Hoeckner       | I.        | 6                   | 68             |
| Erich Keller          | II.       | 6                   | 6              |
| Gerhard Michalski     | Stab      | 5                   | 73             |
| Hans-Wilhelm Schöpper | I.        | 5                   | 17             |
| Hans-Martin Markhoff  | II.       | 5                   | 15             |
| Lothar Wolff          | IV.       | 5                   | 11             |
| Rudolf Metz           | II.       | 5                   | 10             |
| Günther Wittbold      | I.        | 5                   | 5              |